# Патерно (Анкона)
Патерно је насеље у Италији у округу Анкона, региону Марке.
Према процени из 2011. у насељу је живело 73 становника. Насеље се налази на надморској висини од 399 м.